# Гурка-Стогньовська
Гурка-Стогньовська (пол. Górka Stogniowska) — село в Польщі, у гміні Прошовиці Прошовицького повіту Малопольського воєводства.
Населення — 356 осіб (2011).
У 1975-1998 роках село належало до Краківського воєводства.

## Демографія
Демографічна структура станом на 31 березня 2011 року:
|          | Загалом | Допрацездатний вік | Працездатний вік | Постпрацездатний вік |
| -------- | ------- | ------------------ | ---------------- | -------------------- |
| Чоловіки | 179     | 43                 | 115              | 21                   |
| Жінки    | 177     | 24                 | 115              | 38                   |
| Разом    | 356     | 67                 | 230              | 59                   |